# Modron
Modron ferch Afallach ['modron verx a'vałax] („Modron, Tochter Afallachs“) oder Madrun ist eine alte Muttergottheit und Sagengestalt aus der keltischen Mythologie von Wales im Westen Großbritanniens.
Modron ist die Tochter des Afallach und wird in den Trioedd Ynys Prydein („Die walisischen Triaden“) zudem als Mutter des Owein fab Urien und der Morfudd ferch Urien genannt, deren beider Vater der historische König Urien von Rheged im 6. Jahrhundert gewesen sein soll. Modrons Sohn Mabon wird drei Tage nach der Geburt geraubt. Mabon spielt in Mal y kavas Kulhwch Olwen („Wie Kulhwch Olwen errungen hat“) eine  wichtige Rolle, nachdem er von Artus und seinen Rittern der Tafelrunde aus der Gefangenschaft in Gloucester befreit wird, um den Männern zu helfen, den Eber Twrch Trwyth zu erlegen.
Eine inschriftlich belegte ältere Form des Namens ist Matrona als Sammelbezeichnung für einen Typus keltischer Muttergottheiten, sowie als Name der Flussgöttin Matrona in Frankreich. Die Version als Madrun ist noch in einigen Ortsbezeichnungen zu finden, beispielsweise Carn Vadrun auf der Halbinsel Pwllheli im Nordwesten von Wales. An eine christliche Heilige dieses Namens erinnert das Quellheiligtum St. Madruns Well bei der Stadt Penzance in Cornwall im Südwesten Englands.